# Simpsonothérapie
Simpsonothérapie (France) ou On est pas si pires (Québec) (There's No Disgrace Like Home dans la version originale) est le 4e épisode de la première saison de la série télévisée d'animation Les Simpson.

## Résumé
Homer amène sa famille au pique-nique organisé par son patron monsieur Burns. En tant qu'employeur tyrannique et cruel, monsieur Burns met tous les employés dont les relations familiales ne sont pas décentes à la porte. Quand Homer voit que monsieur Burns est touché par une famille où le respect et l'amour règnent, il se demande pourquoi il est condamné à vivre avec une famille dont les membres ne se respectent et ne s'aiment pas.
Les Simpson vont donc observer comment vivent les autres familles de leur rue. Alors qu'ils regardent par les fenêtres du salon, ils voient des familles passant de bons moments ensemble. Convaincu que lui et sa famille sont des moins que rien, Homer s'arrête à la taverne de Moe où il voit une publicité du centre de thérapie familiale du Dr Marvin Monroe à la télévision. Quand il entend que le Dr Monroe garantit une famille comblée ou remboursée du double, Homer vend la télévision pour amener sa famille se faire soigner.
Quand les méthodes orthodoxes prouvent combien la famille est peu civilisée, le Dr Monroe n'a plus d'autres choix que d'utiliser la sismothérapie, c'est-à-dire relier les membres de la famille à une machine qui leur délivre des décharges électriques. Bientôt, toute la famille s'électrocute et cause ainsi des coupures d'électricité dans la ville, monsieur Burns en est ravi. S'apercevant que les Simpson sont des cas désespérés, le Dr Monroe les rembourse du double malgré lui. Avec 500 dollars en poche, Homer et sa famille vont acheter une nouvelle télévision.